# 리오 피츠패트릭
리오 피츠패트릭(Leo Fitzpatrick, 1978년 8월 10일 ~ )은 미국의 배우이다.
웨스트오렌지에서 태어났다.

## 출연 작품
- 빌보드 (2019년)
- 호버 (2018년)
- 더 드로우닝 (2016년)
- 러브 인 뉴욕 (2015년) - 블랙 리치 역
- 더 멘드 (2014년) - 마이클 역
- 레드 라이트 리턴 (2014년)
- 콜드 컴즈 더 나잇 (2013년) - 도니 역
- 둠즈데이 (2013년)
- 블루 카프리스 (2013, Blue Caprice)
- 죽이고 싶었습니다 (2011년)
- 엘카미노 (2008년) - 엘리엇 역
- 윈터 오브 프로즌 드림스 (2008년)
- 러블리, 스틸 (2008년)
- 온 더 로드 위드 쥬다스 (2007년)
- 킬 포인트 (2007년)
- 은행터는 법 (2007년)
- 페이 그림 (2006년)
- 걸 프롬 먼데이 (2005년)
- 블라인드 호라이즌 (2004년)
- 저스티스 (2003년)
- 퍼스널 벨로시티 (2002년) - 마이러트 역
- 라스트 볼 (2001년)
- 스토리텔링 (2001년)
- 불리 (2001년)
- 세렌디피티 (2001년)
- 테이크 잇 투 더 리미트 (2000년)
- 키즈 (1995년)

### 텔레비전
- 더 와이어 (2002-04)
- 카니발 (2005)
- 썬즈 오브 아나키 (2010)